# Aurelio García y García
Aurelio García y García, perujski admiral in veleposlanik, * 1834, † 1888.